# Oceania Rugby Women's Championship 2018
El Oceania Rugby Women's Championship del 2018 fue la segunda edición del torneo femenino de rugby.
El campeón fue la selección de Fiyi, quienes obtuvieron el bicampeonato en la competición.

## Equipos participantes
- Selección femenina de rugby de Fiyi
- Selección femenina de rugby de Papúa Nueva Guinea
- Selección femenina de rugby de Samoa
- Selección femenina de rugby de Tonga

## Posiciones
| Pos. | Equipo             | Encuentros | Encuentros | Encuentros | Encuentros | Tantos  | Tantos    | Tantos     | Puntos Bonus | Puntos Totales |
| Pos. | Equipo             | jugados    | ganados    | empatados  | perdidos   | a favor | en contra | diferencia | Puntos Bonus | Puntos Totales |
| ---- | ------------------ | ---------- | ---------- | ---------- | ---------- | ------- | --------- | ---------- | ------------ | -------------- |
| 1    | Fiyi               | 3          | 3          | 0          | 0          | 192     | 20        | +172       | 3            | 15             |
| 2    | Samoa              | 3          | 2          | 0          | 1          | 136     | 95        | +41        | 2            | 10             |
| 3    | Tonga              | 3          | 1          | 0          | 2          | 77      | 147       | -70        | 1            | 5              |
| 3    | Papúa Nueva Guinea | 3          | 0          | 0          | 3          | 71      | 214       | -143       | 2            | 2              |

Nota: Se otorgan 4 puntos al equipo que gane un partido y 2 al que empate
Puntos Bonus: 1 punto por convertir 4 tries o más en un partido y 1 al equipo que pierda por no más de 7 tantos de diferencia

## Resultados
| 16 de noviembre | Fiyi | 53 - 8 | Tonga | Churchill Park, Lautoka |  |

| 16 de noviembre | Papúa Nueva Guinea | 45 - 56 | Samoa | Churchill Park, Lautoka |  |

| 20 de noviembre | Fiyi | 96 - 0 | Papúa Nueva Guinea | Churchill Park, Lautoka |  |

| 20 de noviembre | Samoa | 68 - 7 | Tonga | Churchill Park, Lautoka |  |

| 24 de noviembre | Fiyi | 43 - 12 | Samoa | Churchill Park, Lautoka |  |

| 24 de noviembre | Papúa Nueva Guinea | 26 - 62 | Tonga | Churchill Park, Lautoka |  |

| Bandera de Fiyi |
| Campeón Fiyi    |
| Segundo título  |